# A Love Supreme
A Love Supreme é um álbum do saxofonista e compositor de jazz norte-americano, John Coltrane. O álbum foi gravado em uma única sessão, no dia 9 de dezembro de 1964, no Van Gelder Studio em Englewood Cliffs, Nova Jersey. Para gravar Love Supreme, Coltrane liderou um quarteto formado pelo pianista McCoy Tyner, o baixista Jimmy Garrison e o baterista Elvin Jones.
A Love Supreme é uma suíte composta por quatro partes: Acknowledgement, Resolution, Pursuance e Psalm. Coltrane toca saxofone tenor nas quatro partes. O álbum foi lançado pela Impulse! Records em janeiro de 1965. Um dos álbuns mais vendidos de Coltrane, é amplamente considerado sua obra-prima.
O álbum se baseia na construção modal, ou seja, não se baseia em uma tonalidade específica, e sim na distribuição dos modos. Ele é categorizado pela Rockdelux como jazz modal, jazz vanguardista, free jazz, hard bop e post-bop

## Composição
Um crítico escreveu que o álbum pretendia representar uma luta pela pureza, uma expressão de gratidão e um reconhecimento de que o talento do músico vem de um poder superior. A casa de Coltrane em Dix Hills, Long Island, pode ter inspirado o álbum.
O álbum começa com o estrondo de um gongo e pratos na primeira faixa, "Acknowledgement". Jimmy Garrison entra no contrabaixo com um tema de quatro notas que estabelece a base do movimento. Coltrane começa um solo, que modula esse tema nos diversos modos, com variações rítmicas e inversões, até repetir às quatro notas trinta e seis vezes. Após isso, o tema torna-se o canto vocal "A Love Supreme", cantado por Coltrane acompanhando-se por overdubs dezenove vezes. Conforme a Rolling Stone, o tema de quatro notas deste movimento é "a base humilde da suíte".
No quarto e último movimento, "Psalm", Coltrane executa o que ele chama de "narração musical", um tipo de recitação sem palavras. O salmo escrito por Coltrane está incluído no encarte do LP. Coltrane "toca" as palavras do poema no saxofone, mas não as fala. Alguns estudiosos sugeriram que esta interpretação é uma homenagem aos sermões de pregadores afro-americanos. O poema (e, à sua maneira, o solo de Coltrane) termina com o grito: "Elegância. Elegância. Exaltação. Tudo de Deus. Obrigado Deus. Amém."

#### Parte I. "Acknowledgement" (Reconhecimento)
A primeira nota do álbum sinaliza que algo está diferente do habitual. De acordo com Ashley Kahn, o gongo chinês cujo som encantador e aparentemente exótico traz uma grandeza à música que nunca existiu no jazz até hoje. Então, Coltrane começa com uma fanfarra curta, uma fanfarra que chama a atenção e anuncia a importância da mensagem que se segue. No contexto de A Love Supreme, a mensagem aparece como uma acolhida jornada espiritual, uma bênção. Após pouco mais de meio minuto, Garrison no baixo entra em ação com um tema de quatro notas que sílaba por sílaba traz as cadências do título do álbum. Este famoso riff é uma frase que é um dos blocos básicos de construção do blues e constitui aqui um ponto de referência inconfundível. Enquanto Garrison toca o leitmotiv, Jones coloca acentos comoventes no aro da bateria e nos pratos. O balanço cadenciado ganha presença e Tyner se junta com uma série de acordes inusitados e contundentes. Então Coltrane começa novamente. Com mais força do que antes, ao longo da estrutura rítmica da figura do baixo de Garrison, ele sopra uma melodia de três notas que se torna o personagem principal da peça. Agora, o quarteto encontra seu caminho em um groove oscilante e uma estrutura aberta, como um vampiro, até o fim. À medida que a música assume um tom mais meditativo, segue-se um dos momentos mais famosos e surpreendentes do álbum: Coltrane sopra sistematicamente o leitmotiv de quatro notas um total de trinta e sete vezes em uma sequência aparentemente aleatória de teclas. Então a voz suplicante de Coltrane começa, repetindo as quatro sílabas um amor supremo... de novo e de novo. Os vocais incluem um overdub da própria voz de Coltrane, gravada no dia seguinte e adicionada mais tarde. O overdub desaparece, Tyner e Jones desembarcam gradualmente, e uma figura de baixo de Garrison leva perfeitamente à próxima parte da suíte.

#### Parte II. "Resolution" (Resolução)
Para reconhecimento, apenas um take foi gravado naquele dia e usado no álbum - para Resolution, foram necessárias quatro tentativas abortadas e um take não utilizado antes de funcionar na sexta tentativa. Em contraste com a primeira parte da suíte, a segunda parte novamente se move em território familiar para a maioria dos ouvintes de jazz. Com suas preliminares enganosamente moderadas, Garrison define o clima antes de explodir com a chegada de Coltrane. O tempestuoso saxofone tenor conduz a banda através de uma peça de jazz swingada, em 4/4. Há uma melodia que pode ser cantarolada, o ritmo pode ser estalado com os dedos e a estrutura é claramente reconhecível. Tyner toca um solo de piano de grande paixão e intensidade que se tornou um modelo para muitos pianistas. Tyner e Coltrane estão perfeitamente sintonizados um com o outro aqui. No final da peça, Coltrane entrega o campo ao pianista antes de terminar com um rufar de tambores e um toque de prato de Jones.

#### Parte III. "Pursuance" (Esforço)
A terceira e quarta partes da suíte foram gravadas em um take. Seu comprimento corresponde exatamente à duração de uma das fitas de 7 polegadas (17,78 cm) usadas para a gravação. A introdução de Pursuance é o momento de Jones no álbum. Um solo curto de 1,5 minuto em padrões rítmicos variados com uma batida meio afro-cubana. No momento melodramaturgicamente mais eficaz, Coltrane toca o motivo de Pursuance duas vezes - seguido pelo segundo solo de Tyner - entoado de forma clara, rápida e concisa. No momento em que o saxofonista normalmente tocava um solo de vinte ou trinta minutos ao vivo, Coltrane toca um solo de dois minutos e meio enquanto olha para o relógio do estúdio. O final é um solo de baixo, que se torna cada vez mais meditativo e melancólico no final. O estrondo profundo de um tímpano, em que Jones havia recebido treinamento clássico, abre o salmo tingido de blues.

#### Parte IV. "Psalm" (Salmo)
Psalm é a conclusão silenciosa e melancólica de A Love Supreme. A alteridade da peça emerge ainda mais claramente após a anterior. Quase nenhuma estrutura pode ser discernida: métrica e ritmo são mal indicados. A emotividade da peça pode ser sentida por toda parte. Em vez de uma batida, piano, baixo e bateria definem a atmosfera. A capa interna do álbum apresenta um poema e uma oração escrita por Coltrane. Mais tarde, foi intitulado A Love Supreme. Este poema define o fluxo do saxofone de Coltrane como um libreto. Nem no texto que acompanha o álbum, nem para seus colegas jogadores e os envolvidos no estúdio, Coltrane comentou sobre o quão próximo seu discurso segue o texto da oração. Quando o álbum foi lançado, apenas alguns ouvintes entenderam e apreciaram a função do poema para a estrutura da última parte. Foi um segredo inicialmente descoberto e divulgado por poucos, mas sua execução segue o texto palavra por palavra até o Amém final. A peça encontra sua conclusão dramática em uma torrente de sons. Overdubs acentuaram ainda mais os segundos finais do Salmo. A reverência de Garrison mistura-se com o dedilhamento do contrabaixo, o ruído dos pratos de Jones é acompanhado por um rufar dos tímpanos, e enquanto o saxofone original é ouvido em toda a peça no canal esquerdo, o pós-gravado soa no canal direito. Um septeto virtual pode ser ouvido por um momento antes que a suíte desapareça.

## A Capa
Pela primeira vez, o produtor Bob Thiele dispensou o design inconfundível dos álbuns Impulse! em laranja e preto com A Love Supreme. O artista gráfico George Gray usou uma fotografia em preto e branco de Coltrane de Thiele e enfatizou o caráter monocromático trabalhando com uma paleta de cores limitada. A elegância simples da capa traz as letras levemente ascendentes "A Love Supreme/John Coltrane" em letras grandes. O artista e entusiasta do jazz Victor Kalin foi contratado para ilustrar o interior da capa dobrável. Kalin criou um retrato em preto e branco do saxofonista com base em uma fotografia que ele mesmo havia tirado durante uma apresentação ao vivo de Coltrane em 1961. Também ao contrário do habitual, os nomes dos quatro movimentos da suíte não são especificamente listados com destaque na manga. Os títulos foram mencionados apenas no texto de acompanhamento de Coltrane e nas etiquetas dos discos.

## Faixas
Todas as faixas de "A Love Supreme" foram compostas por John Coltrane, e publicadas por Jowcol Music (BMI)
LP Original
Lado A
| No. | Gravação              | Título                    | Duração |
| --- | --------------------- | ------------------------- | ------- |
| 1.  | 9 de Dezembro de 1964 | Part 1: "Acknowledgement" | 7:47    |
| 2.  | 9 de Dezembro de 1964 | Part 2: "Resolution"      | 7:22    |

Lado B
| No. | Recorded              | Título                              | Duração |
| --- | --------------------- | ----------------------------------- | ------- |
| 1.  | 9 de Dezembro de 1964 | Part 3: "Pursuance"/Part 4: "Psalm" | 17:53   |